# NGC 676
NGC 676 (również PGC 6656 lub UGC 1270) – galaktyka spiralna (S0-a), znajdująca się w gwiazdozbiorze Ryb. Odkrył ją William Herschel 30 września 1786 roku. Należy do galaktyk Seyferta typu 2.